# Nadwyżka rynkowa
Nadwyżka rynkowa – sytuacja, w której wielkość podaży danego dobra jest większa niż wielkość popytu na nie.
Jeśli rynek danego dobra jest wolny – tzn. możliwe są swobodne dostosowania cenowe – to przedsiębiorcy obniżą cenę dobra do ceny równowagi. Jeśli cena jest wyższa niż cena równowagi, to znaczy, że istnieją kupcy chcący nabyć dobro po cenie, która satysfakcjonuje niektórych sprzedawców. W ich wzajemnym interesie jest zatem dogadanie się i obniżenie ceny. Jeśli natomiast cena doprowadzająca do nadwyżki jest regulowana przez państwo i nie można jej obniżyć (cena minimalna), to nadwyżka może się utrzymywać.
Nadwyżkę na rynku pracy nazywamy bezrobociem.